# Olympia (stade)
Pour les articles homonymes, voir Olympia.
L'Olympia est un stade de football situé à Helsingborg et où évolue le club d'Helsingborgs IF. Il est la propriété de la ville d'Helsingborg et est l'une des plus anciennes installations sportives suédoises, sa construction remontant à 1898.  
Pendant près de 100 ans, la pelouse du club n'a pas été changée, et il aura fallu attendre le centenaire d'HIF en 2007 pour que cette dernière soit remplacée. Le choix d'une pelouse synthétique n'a même pas été envisagé, le club préférant améliorer le drainage de la nouvelle pelouse et y installer un système de chauffage souterrain ainsi qu'une possibilité de couvrir la pelouse en cas de mauvais temps. Le stade a accueilli la Coupe du monde de football 1958, la Coupe du monde de football féminin 1995 et le Championnat d'Europe de football espoirs 2009.

## Environnement du stade
La zone située autour du stade a progressivement évolué pour devenir un grand centre consacré aux différentes installations sportives de la ville. Le domaine Olympique est composé de plusieurs terrains d'entraînement, en herbe ou stabilisés, ainsi que des pistes d'athlétisme. Au nord de l'Olympia, on trouve la maison des sports d'Helsingborg, une salle de sport multi activité construite en 1957. Ces dernières années sont venus s'ajouter à la liste l'Olympiarinken, où évolue le club de hockey sur glace d'Helsingborg HC et l'Olympiahallen qui concentre plusieurs terrains de tennis et de badminton.

## Chiffres
- Dimensions du terrain : 105 × 68 mètres
- Record d'affluence :
  - 26 154, Helsingborgs IF-Malmö FF (0-0) 14 mai 1954[1]
  - 17 275, Helsingborgs IF-IFK Göteborg 1993 après la rénovation.

## Histoire

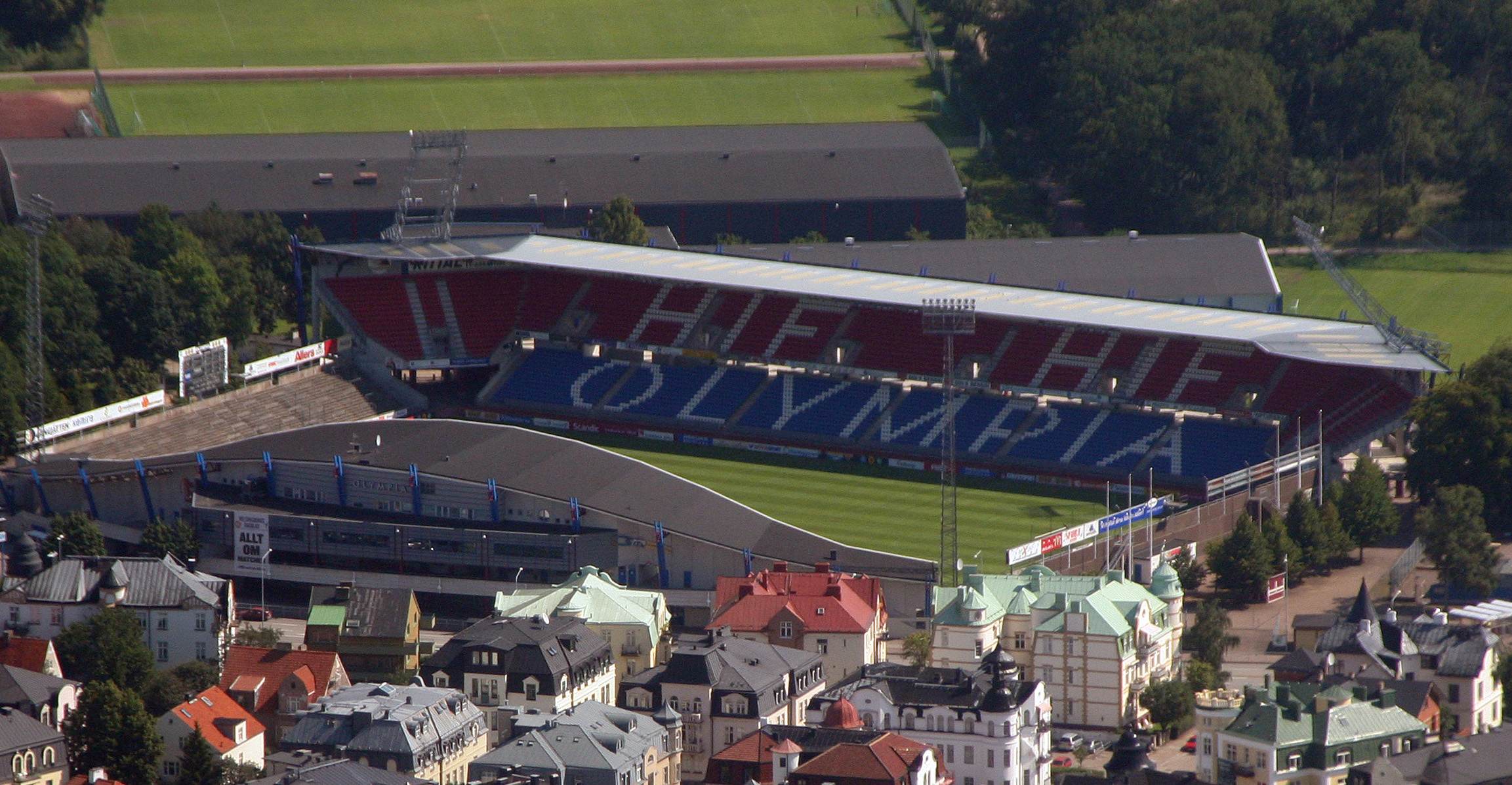

En janvier 1897 est fondée l'entreprise AB Olympia qui tire son nom des Jeux olympiques de 1896 disputés à Athènes. Le but de l'entreprise était de construire un stade à l'est d'Helsingborg. Des plans relatifs à la construction d'un centre sportif avaient déjà été étudiés en 1895 et en 1896, on essaya d'enregistrer l'entreprise sous le nom d'AB Idrott. Cette tentative fut vaine, le nom étant déjà pris. Le stade était essentiellement pensé pour accueillir des compétitions cycliste, de patinage ou de tennis, mais le sol se révélant trop poreux pour retenir l'eau nécessaire à une patinoire, il fut décidé d'y installer à la place une pelouse. Après avoir dû reporter à deux reprises l'inauguration en raison de mauvaises conditions météorologiques, l'Olympia ouvrit officiellement ses portes le 31 juillet 1898 en connexion avec l'inauguration du jardin des hommes de Fredriksdal. Dès le départ, l'Olympia a combiné les activités de cyclisme, d'athlétisme et de football recevant par exemple lors de son inauguration des compétitions sportives opposant l'IFK Helsingborg et l'IS Göta ainsi que des courses cyclistes. 

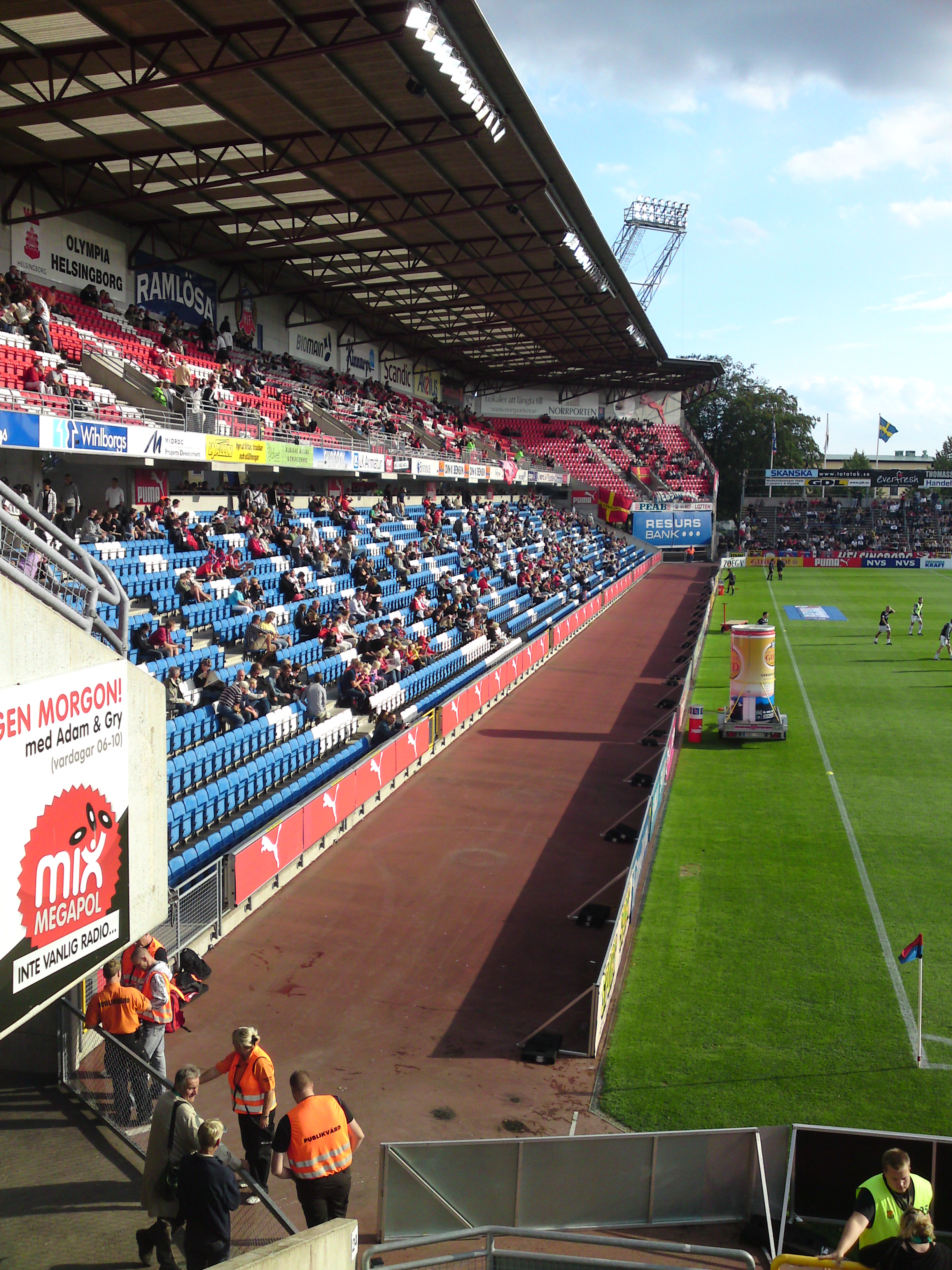

Lors de l'Exposition d'Helsingborg de 1903, l'endroit a été reconverti en parc d'attraction et accueillait un café très populaire, qui se transformera plus tard en vestiaire pour quelques années. Dans les années 1910 et 1920, le stade accueillera également la foire annuelle de la ville. Les championnats de Suède d'athlétisme s'y déroulent en 1905 et, deux ans plus tard, l'IFK Helsingborg, l'IS Göta ainsi que le club cycliste fondent l'association Olympia, chargée de l'entretien et de la maintenance des installations. En 1909, la ville d'Helsingborg alloue une somme de 20 000 couronnes suédoises pour la construction d'une tribune pouvant abriter 400 personnes : elle est bâtie sur le côté ouest du terrain. Celle-ci sera au fil du temps plusieurs fois reconstruite.
La piste cycliste a été convertie en piste d'athlétisme début 1915, la même année où le terrain de football a pris les dimensions internationales (à savoir 110 x 65 m) et où une piste consacrée au saut ainsi qu'une aire de lancer ont été ajoutées. Ces travaux ont pris fin en 1916 et la configuration du stade n'a pour ainsi dire plus changée pendant près de 70 ans. 
En 1941, la commune d'Helsingborg a pris en charge la gestion du stade et une nouvelle tribune principale comportant 1 400 places assises a été érigée en 1951. Pour la Coupe du monde de football 1958 disputée en Suède, une nouvelle tribune debout a été construite et les dimensions du terrain ont été ajustées à 105 x 68 m. En 1973, les associations d'athlétisme désertent l'Olympia pour rejoindre l'Heden et d'autres structures en plein air. Douze ans plus tard, les anciennes tribunes en bois sont détruites et remplacées par une structure en béton. De par ces travaux, le stade se transforme en une véritable enceinte de football. Après le retour d'Helsingborgs IF en Allsvenskan en 1993, une nouvelle tribune assise est construite à l'ouest, conçue par le cabinet d'architecture Samark. en 1996-1997, l'ancienne tribune debout située à l'est est détruite et remplacée par une grande tribune assise. Cette dernière a été financée grâce à une subvention du fonds Dunker qui apporte son soutien à des fins artistiques dans la ville.
Le 13 mai 2006, le Helsingborgs Dagblad publie un article révélant la future reconstruction des tribunes situées derrière les buts en parallèle à la construction d'immeubles d'habitations joints au stade qui financerait les travaux. Le cabinet d'architecture de Malmö, Rapid Eye, se trouve derrière ce projet qui porterait la capacité du stade à 20 000 places assises lors des rencontres internationales. Toutefois, si ce projet n'a jamais été démenti, il n'a jamais non plus été confirmé.
Avant la saison 2010, la section 37 du stade est rénovée de manière à offrir des places assises alternatives. Des rambardes sont installées sur toute cette partie de la tribune où se trouve un grand nombre des clubs de supporters d'Helsingborgs IF.